# Алексеева, Ирина Вячеславовна
Ири́на Вячесла́вовна Алексе́ева (род. 27 июня 1990 года, Жумыскер, Гурьевская область, Казахская ССР, СССР) — российская самбистка и дзюдоистка, а ныне — боец смешанных единоборств. Действующий боец UFC в женском легчайшем весе. 
Призёр чемпионата России по дзюдо, чемпионка и призёр чемпионатов России по самбо, призёр чемпионатов Европы по самбо, призёр Универсиады 2013 года в Казани по самбо, чемпионка мира по самбо, обладательница Кубка мира по самбо, Мастер спорта России международного класса..

## Карьера в смешанных единоборствах

### Bellator
23 октября 2021 года Алексеева дебютировала на турнире Bellator 269 в Москве, где в главном бою бились Фёдор Емельяненко и Тимоти Джонсон. Россиянка встретилась с француженкой Стефани Пейдж и одолела ее единогласным решением судей (30-27, 30-27, 29-28).

### Ultimate Fighting Championship
Алексеева в августе 2022 года подписала контракт с UFC.
29 апреля 2023 года дебютировала в организации на турнире UFC Fight Night: Сун vs. Симон против швейцарки Стефани Эггер. Представительница Челябинска не смогла уложиться в лимит женской легчайшей весовой категории (превышение на 4 фунта) и была оштрафована на 30% от своего гонорара в пользу соперницы. Бой прошел в промежуточном весе (63.5 кг). Алексеева заставила соперницу сдаться в середине первого раунда — Эггер постучала после болевого приема «рычаг колена».

## Спортивные достижения
- Чемпионат России по самбо среди женщин 2009 года — ;
- Чемпионат России по самбо среди женщин 2012 года — ;
- Чемпионат России по дзюдо 2012 года — ;
- Чемпионат России по самбо среди женщин 2013 года — ;
- Чемпионат России по самбо среди женщин 2014 года — ;
- Чемпионат России по самбо 2017 года — ;
- Чемпионат России по самбо 2018 года — ;

## Статистика в профессиональном ММА
| Боёв 8   | Побед 5 | Поражений 3 |
| -------- | ------- | ----------- |
| Нокаутом | 1       | 0           |
| Сдачей   | 2       | 0           |
| Решением | 2       | 3           |

| Результат | Рекорд | Соперник         | Способ                       | Турнир                             | Дата            | Раунд | Время | Место                  | Примечание                                                                                   |
| --------- | ------ | ---------------- | ---------------------------- | ---------------------------------- | --------------- | ----- | ----- | ---------------------- | -------------------------------------------------------------------------------------------- |
| Поражение | 5-3    | Клаудия Сигула   | Единогласное решение         | UFC on ABC: Хилл vs. Раунтри       | 21 июня 2025    | 3     | 5:00  | Баку, Азербайджан      |                                                                                              |
| Поражение | 5-2    | Меллиса Диксон   | Единогласное решение         | UFC Fight Night: Юсуфф vs. Барбоза | 14 октября 2023 | 3     | 5:00  | Лас-Вегас, Невада, США |                                                                                              |
| Победа    | 5-1    | Стефани Эггер    | Болевой приём (рычаг колена) | UFC Fight Night: Сун vs. Симон     | 29 апреля 2023  | 1     | 2:11  | Лас-Вегас, Невада, США | Дебют в UFC. Бой в промежуточном весе (63.5 кг), Алексеева превысила вес на 4 фунта (1,8 кг) |
| Победа    | 4-1    | Стефани Пейдж    | Единогласное решение         | Bellator 269                       | 23 октября 2021 | 3     | 5:00  | Москва, Россия         |                                                                                              |
| Поражение | 3-1    | Лилия Казак      | Единогласное решение         | ProFC 66                           | 4 мая 2021      | 3     | 5:00  | Ростов-на-Дону, Россия |                                                                                              |
| Победа    | 3-0    | Злата Шефтор     | Болевой приём (рычаг локтя)  | RCC 6                              | 22 декабря 2019 | 1     | 4:55  | Челябинск, Россия      |                                                                                              |
| Победа    | 2-0    | Шахзода Рахимова | Единогласное решение         | WTKF                               | 21 марта 2019   | 2     | 5:00  | Москва, Россия         |                                                                                              |
| Победа    | 1-0    | Гульнара Гараева | Техническим нокаутом (удары) | RCC: Intro 3                       | 9 марта 2019    | 1     | 3:25  | Екатеринбург, Россия   | Дебют в ММА                                                                                  |